# Rune Bratseth
Rune Bratseth, född 19 mars 1961 i Trondheim, är en norsk före detta fotbollsspelare. Han var sportdirektör för Rosenborg BK från 1995 till 2007. Han jobbar som expertkommentator på Viasat 4 och specialkonsult för Olavsfestdagene.

## Biografi
Rune Bratseth är son till möbelhandlaren Ole Bratseth och sjuksköterskan Åse Bratseth. Rune Bratseth är gift och har barn, däribland fotbollsspelaren Eivind Bratseth. Efter examen från språklinjen vid Gerhard Schønings skole och värnpliktstjänstgöring studerade han i tre år vid Trondheim lærerhøgskole och i ett år på idrottshögskolan i samma stad. 
Bratseth började spela fotboll i tioårsåldern i Trondheim-klubben Nidelv, där han blev kvar i elva år. Han spelade för Rosenborg under säsongerna 1984–1986 och därefter för den tyska klubben SV Werder Bremen 1987–1994. Där hade Bratseth stor framgång och var med om att vinna Fußball-Bundesliga 1988 och 1993, den tyska cupen 1991 och 1994 samt cupvinnarcupen 1992. Han gjorde sin landslagsdebut den 26 februari 1986 i en landskamp mot Grenada, som Norge vann 2–1. Han spelade i 60 landskamper med det norska landslaget under en period av åtta år och gjorde fyra mål. Han tilldelades Olavstatuetten 1993. Bratseth slutade 1994 efter att ha spelat 230 A-kamper för Werder Bremen.
Bratseth har varit öppen om sitt politiska intresse, skepsis mot norskt EU-medlemskap och stöd för Kristelig Folkeparti. Bratseth nämndes som en möjligt statsråd eller statssekreterare för idrott före Kjell Magne Bondeviks regeringsbildningar 1997 och 2001.
År 2010 anställdes Bratseth som specialkoordinator och projektansvarig på Olavsfestdagene.

## Meriter
- 1985: Seriemästare med Rosenborg[1]
- 1988 och 1993: Bundesligamästare med Werder Bremen[6]
- 1991 och 1994: Tysk cupmästare[6]
- 1992: Vann cupvinnarcupen med Werder Bremen[6]

Bratseth utsågs till Norges bästa fotbollsspelare tre gånger.

## Karriär som spelare
| Klubb         | Matcher* | Mål* | Period    |
| ------------- | -------- | ---- | --------- |
| Nidelv        | ?        | ?    | 1981–1982 |
| Rosenborg     | 83       | 2    | 1983–1986 |
| Werder Bremen | 230      | 12   | 1986–1994 |

*Endast seriematcher.

## Utmärkelser
Bratseth tilldelades 1994 St. Olavsmedaljen.